# Ralph Dupas
Ralph Dupas est un boxeur américain né le 14 octobre 1935 à La Nouvelle-Orléans, Louisiane, et mort le 25 janvier 2008.

## Carrière
Passé professionnel en 1950, il devient à sa troisième tentative champion du monde des super-welters WBA & WBC le 29 avril 1963 après sa victoire aux points contre son compatriote Denny Moyer. Dupas remporte le combat revanche puis s'incline face à l'italien Sandro Mazzinghi le 7 juillet 1963. Il perd à son tour le combat revanche et met un terme à sa carrière en 1966 sur un bilan de 106 victoires, 23 défaites et 6 matchs nuls.

## Référence
1. ↑  (en) Denny Moyer vs. Ralph Dupas I (boxrec.com)